# Gospin-sziget

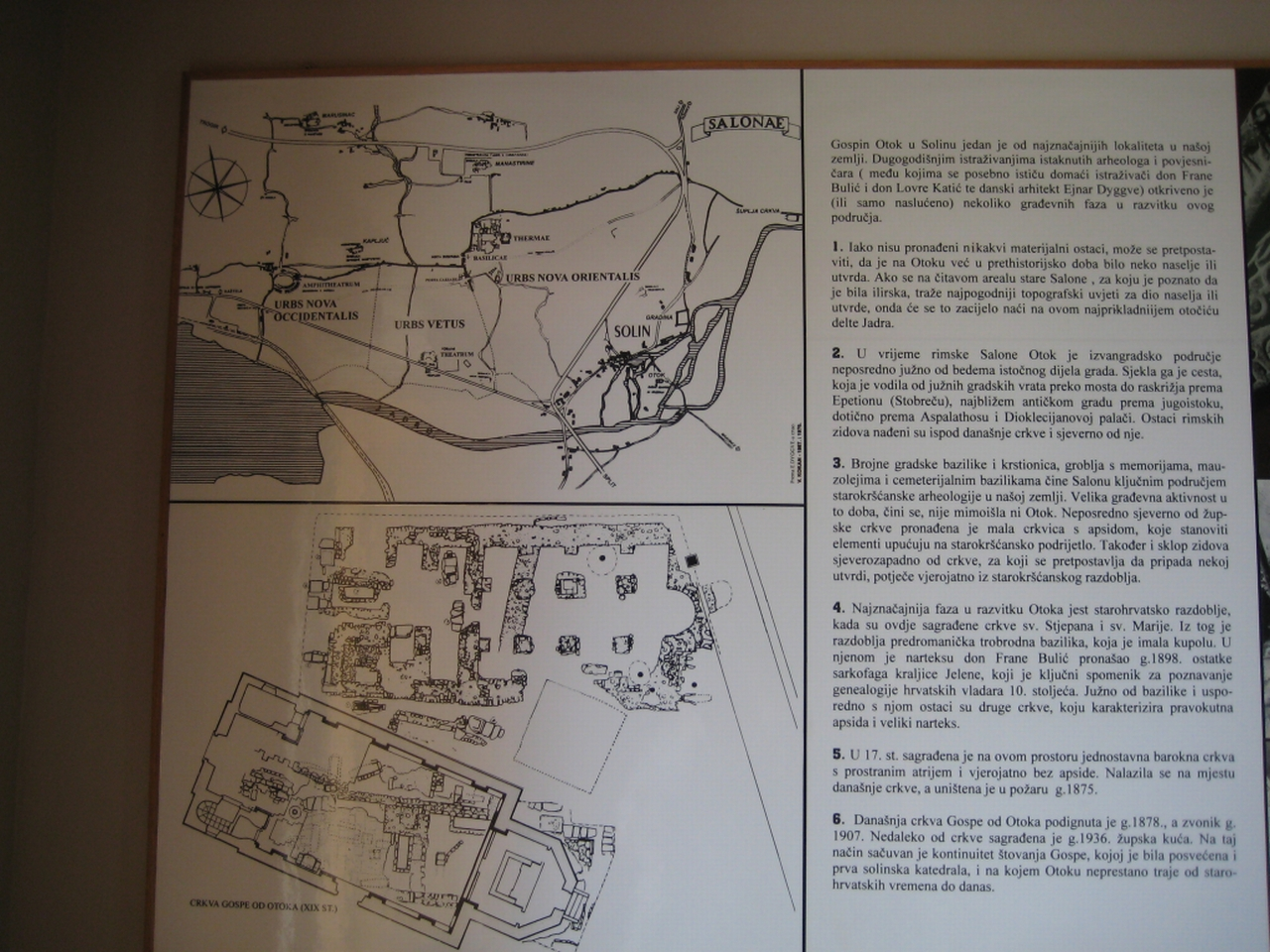
A Gospin-sziget tervrajza

Solin külvárosa. A sziget a Jadro folyóban fekszik. Történelmileg lényeges a középkori Horvát Királyság számára. A név magyarul „Az úrnő szigetét” jelenti.
1998-ban II. János Pál pápa itt találkozott a horvát fiatalokkal.